# Maneki-neko

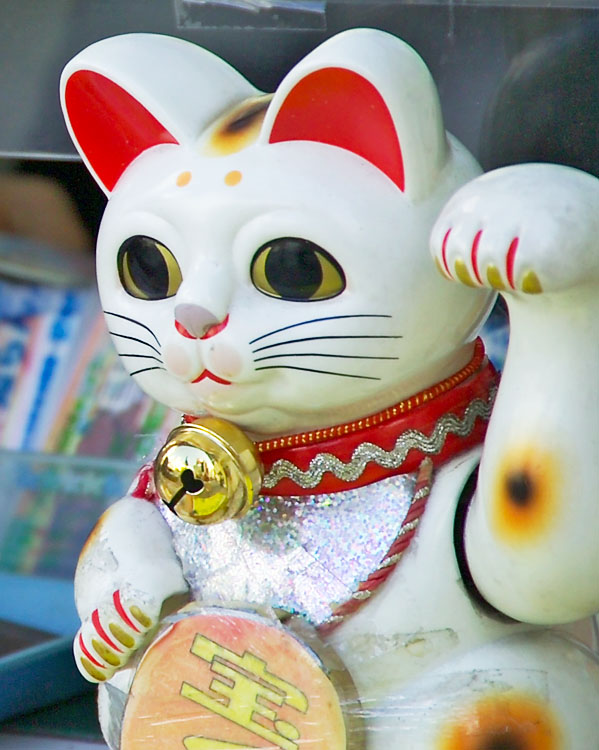
Un maneki-neko a Tòquio convidant a qui passa a comprar bitllets de loteria.

El Maneki-neko (japonès: 招き猫) o (xinès: 招財貓; pinyin: Zhaocai Mao), també conegut com a «gat de la sort» o «gat de la fortuna», és una popular escultura japonesa, la qual es diu que porta bona sort al seu amo. L'escultura representa a un gat, particularment de la raça bobtail japonès, en una actitud de trucada i no saludant com la majoria de la gent pensa (això és perquè els orientals no saluden amb la mà en posició de supinació-flexió com els occidentals, sinó que en posició prona-flexió).
Pot ser vista freqüentment en botigues, restaurants i altres negocis. Sol ser un gat que aixeca la seva pota esquerra convidant a la gent a entrar en els negocis i en la pota dreta una moneda antiga japonesa anomenada koban (小判); té en general un collaret amb un cascavell que es creu espanta els mals esperits, elaborat sovint en porcellana o ceràmica, i també actualment en plàstic. En les versions originals de porcellana, la pota solia estar sempre aixecada, encara que en les noves versions de plàstic la pota sol moure's de dalt a baix. També l'altura a la qual la pota és alçada pot variar d'una escultura a una altra. Es diu que com més alta sigui aquesta, la trucada del gat atraurà als clients des de major distància.
Maneki (招き) procedeix del verb maneku (招く) que en japonès significa «convidar a passar» o «saludar». Neko (猫) significa «gat». Junts literalment denoten «gat que convida a entrar». Segons la tradició japonesa el missatge que transmet el gat amb el moviment de la seva pota és el següent: «Entreu. Hi sou benvinguts».
Avui dia existeixen milers de versions del Maneki-Neko, des de gats alts, grassos, de diversos colors, i fins i tot versions de Hello Kitty.

## Llegendes sobre el Maneki Neko
Hi ha diverses versions de la llegenda d'aquest simbol.

A continuació, es mostren tres de les més conegudes: 
1. Durant el segle xvii, en l'era Edo, en l'època dels senyors feudals, existia a Tòquio un temple que havia conegut dies millors i que tenia seriosos problemes econòmics i estava semidestruït. El sacerdot del temple era molt pobre però, tot i així, compartia l'escàs menjar que tenia amb la seva gata, Tama. Un dia, un senyor feudal, un home de gran fortuna i importància, anomenat Naotaka Ii (井 伊 直 孝) va ser sorprès per una tempesta mentre caçava, i es va refugiar sota un gran arbre que es trobava prop del temple. Mentre esperava a que amainés la tempesta, l'home va veure que una gata de color blanc, negre i marró, li feia senyals perquè s'acostés a la porta del temple. Tal va ser la seva sorpresa que va deixar el refugi que li oferia l'arbre i es va acostar per veure de prop tan singular gata. En aquest moment, un llamp va caure sobre l'arbre que li havia donat aixopluc. A conseqüència d'això, l'home ric es va fer amic del pobre sacerdot, va finançar les reparacions del temple i aquest va prosperar, amb el que el sacerdot i el seu gat mai van tornar a passar gana. Després de la seva mort, Tama va rebre un solemne i afectuós enterrament al cementiri per a gats del Temple Gotokuji, i es va crear el Maneki Neko en honor seu. Es diu que un Maneki Neko en el lloc de treball, la llar o fins i tot una pàgina web atrau la bona sort i als visitants.
2. Una cortesana, anomenada Usugumo, que vivia a Yoshiwara (a l'est de Tòquio) tenia un gat al qual estimava i criava amb molt afecte. Una nit, el gat va començar a jugar amb el seu quimono i es el conduïa a ròssec. Tant era el que ella digués, el gat seguia amb el seu joc. El propietari del bordell, en veure aparèixer al gat amb el quimono, i pensant que l'animal estava embruixat, li va tallar el cap. Aquesta va sortir volant fins al sostre, on sense voler va matar una serp, pel que sembla preparada per atacar en qualsevol moment. Usugumo va quedar sumida en el dolor, per la mort de la seva mascota. Per fer-la feliç, un dels seus clients li va fer un retrat en fusta del seu gat, i l'hi va donar com a regal. Aquesta imatge del gat va passar a ser coneguda com a Maneki Neko.
3. Una senyora gran que vivia en Imado (est de Tòquio) es va veure forçada a vendre el seu gat a causa de l'extrema pobresa en què vivia. Poc temps després, el gat se li va aparèixer en un somni, i li va dir que fes la seva imatge en argila. L'anciana es va encarregar de crear l'estàtua tal com li va dir el gat, i no va trigar a vendre-la. Es va dedicar a fer més estàtues, en veure que agradaven a la gent i les compraven encantats. Molt populars es van tornar anciana i gat, i aviat la dona es va fer pròspera i rica.

## Curiositats
Durant la campanya electoral a les eleccions al Parlament de Catalunya 2015, la CUP l'utilitza com a mascota de campanya.